# La mia mania
La mia mania è un album discografico del cantante italiano Nico Fidenco, pubblicato originariamente nel 1979.

## Descrizione
Dopo un periodo di grande successo in seno alla RCA negli anni sessanta, Nico Fidenco abbandona l'etichetta per dedicarsi quasi esclusivamente alla composizione di colonne sonore per il Cinema di genere, mercato molto florido negli anni settanta ed ottanta. Dopo aver inciso per etichette quali Parade, Fonite Ri-Fi, incide moltissimi 45 giri dedicati alle colonne sonore con le più svariate etichette discografiche, ed anche molte sigle televisive e cartoni animati giapponesi, che lo riportano inaspettatamente al successo sia di vendite che di classifica. 
Nel 1979 decide di tornare alla musica pop nel periodo in cui era in forza alla CAM/WEA, componendo un intero album di inediti. 
Il disco è scritto interamente dal cantautore, su musiche di Massimo Nardi su arrangiamenti e direzione d'orchestra di Giacomo Dell'Orso che è anche produttore del disco, e di Mike Fraser al piano moog. L'unica cover del disco è un rifacimento del grande successo Legata ad un granello di sabbia, pubblicata per la prima volta nel 1961.
Nel 1980 fu pubblicato su etichetta CAM il singolo La mia mania/La barcaccia, unico 45 giri estratto dall'album, pubblicato anche in Spagna e Portogallo con il titolo Ligados/Tu mi gran mania su etichetta Belter. 
Nel 1981 fu pubblicato un ulteriore 45 giri, Stardust/Ciao Brasile!, sigla televisiva di un ciclo di film per la RAI, di cui solo la traccia del lato B era inclusa nell'album.

## Edizioni
L'album viene distribuito in un primo momento in Brasile nel 1979 su etichetta Continental, per poi essere distribuito in Canada nel 1980 su etichetta Bravo Records and Music Limited ed in Italia nel 1981 su etichetta WEA.
Anche questo disco rappresenta uno dei più rari del cantautore, in quanto non è mai stato ristampato ne in LP ne in CD o sulle piattaforme digitali e sui servizi di streaming.

## Tracce
1. La mia mania
2. Legata ad un granello di sabbia
3. Svegliarmi accanto a te
4. Ciao Brasile!
5. Mia amica, mia amante, mia sposa
6. Un viso tra la folla
7. Come nasce un amore
8. La barcaccia
9. Ogni sera, Manuela
10. Balla con me, dai